# Гирининкай
Гирининкай (лит. Girininkai, пол. Leśniczówka) — деревня в Лентварском старостве, в Тракайском районе Вильнюсского уезда Литвы. Располагается в 3 км от Кариотишек. Ныне в деревне не проживает ни один житель.

## Физико-географическое расположение
Расположен на севере озера Бальтис, в 1 км на севере от Матишек, в 2 км на северо-западе от Лентвариса. Деревня официально состоит из 3 земельных участков, № 1, 2 и 12.

## История
Сведения о данной деревни имеются на картах 1925 года, на которых он указан под польским названием Fw. Leśniczówka. В 1931 году в Гирининкай проживало 6 человек. С 2011 года в Гирининкай официально не проживает ни один житель. По данным на 2010 год на участках № 1 и 2 имелись 6 построек, включая один жилой дом, но на сегодняшний день они не сохранились.

## Население
| 1931                           | 1959 | 1970 | 1979 | 1989 | 2001 | 2011 |
| ------------------------------ | ---- | ---- | ---- | ---- | ---- | ---- |
| 6                              | 13   | 9    | 6    | 6    | 5    | 0    |
| Гистограмма динамики населения |      |      |      |      |      |      |

## Изображения

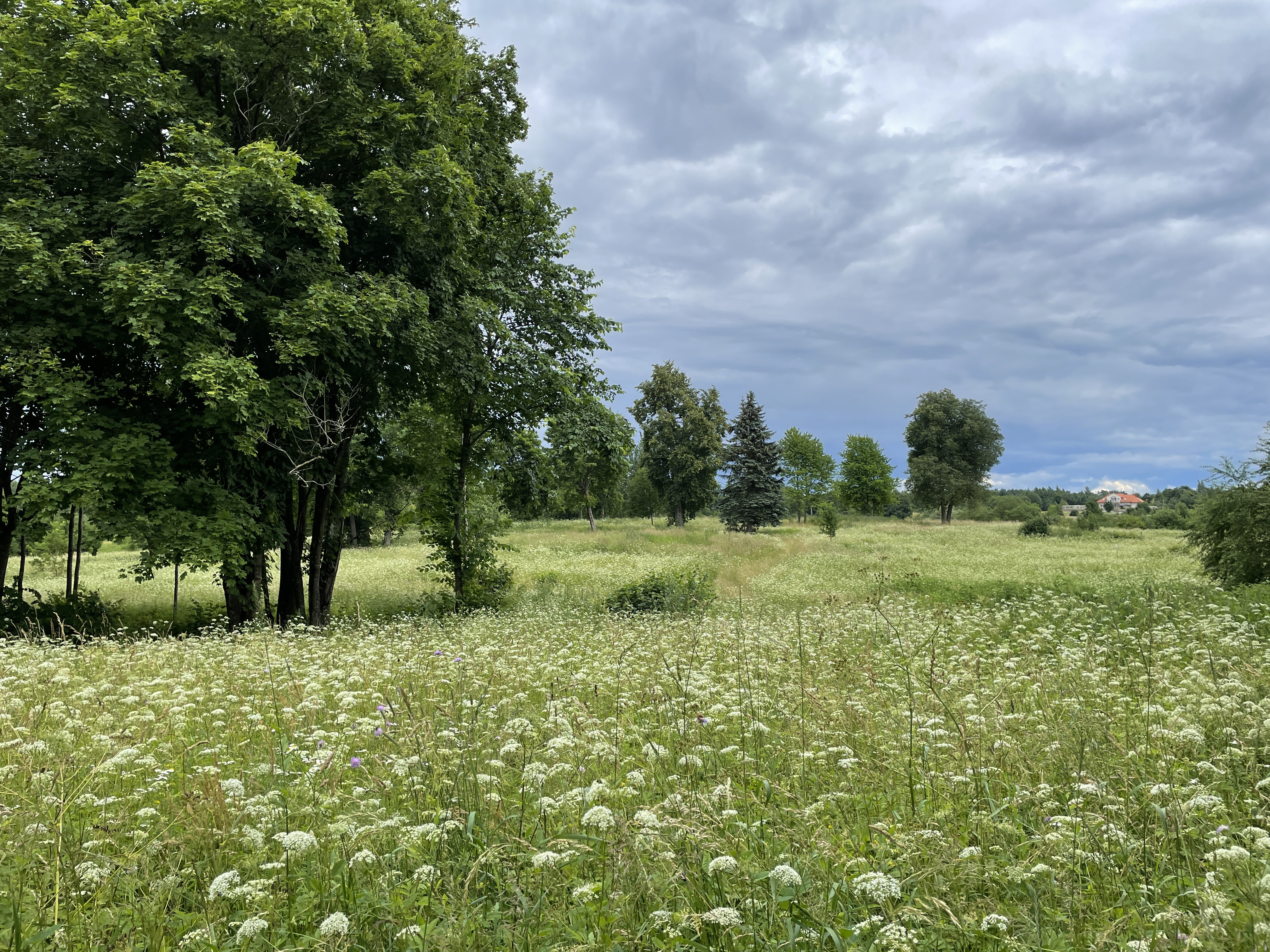
Вид на участки №1 и №2
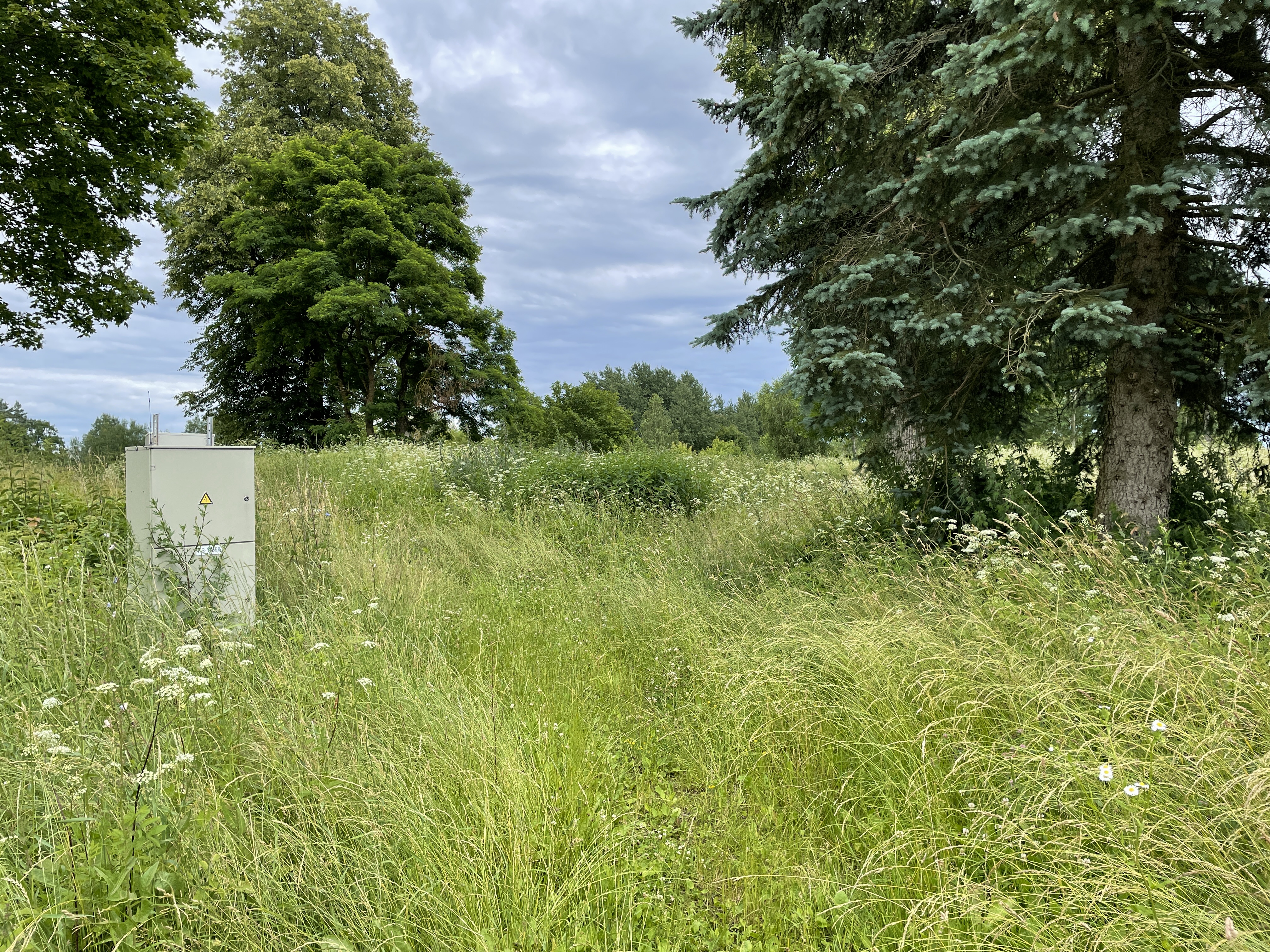
Вид на участок №2
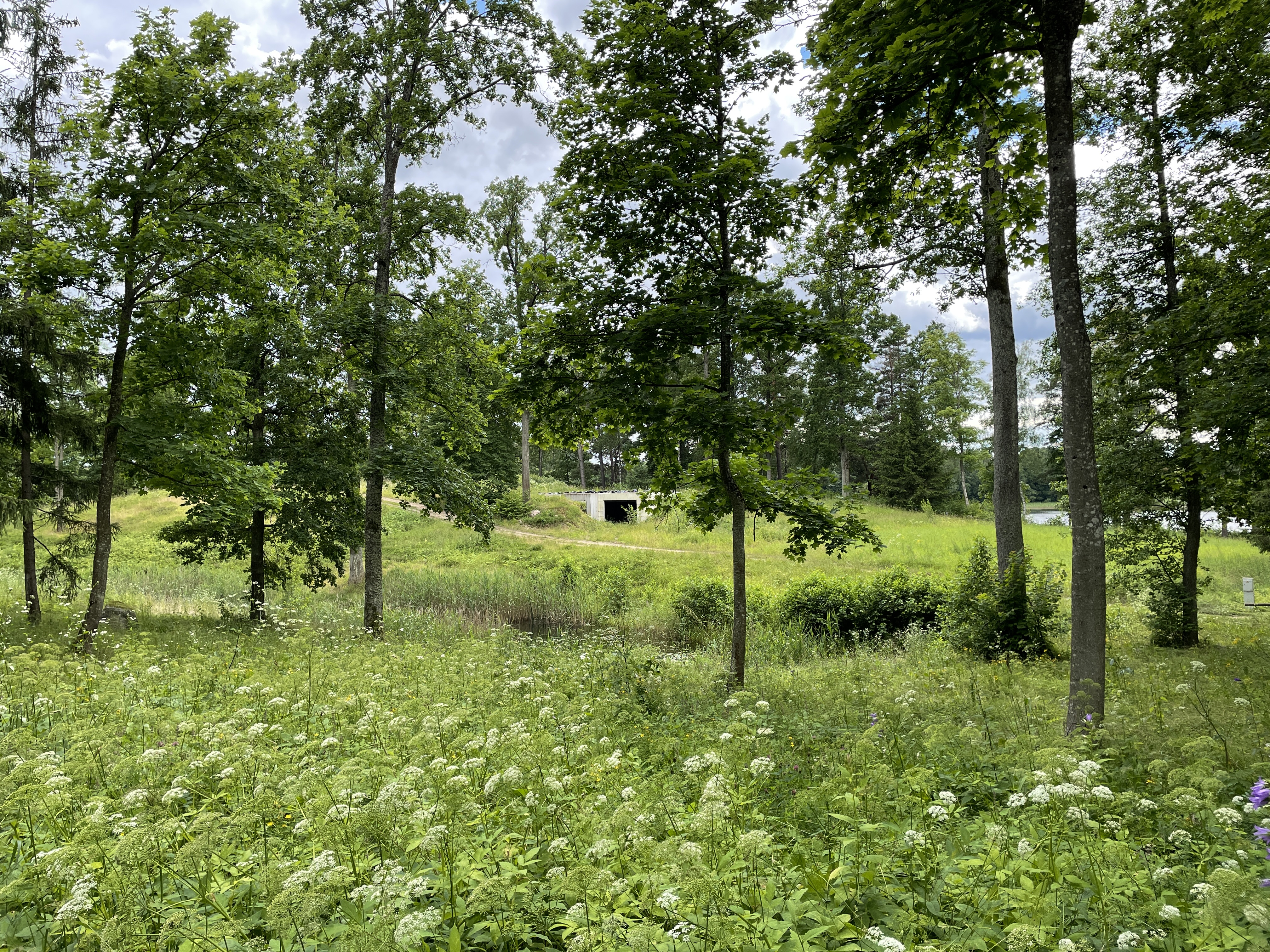
Участок №12 с недостроенным домом
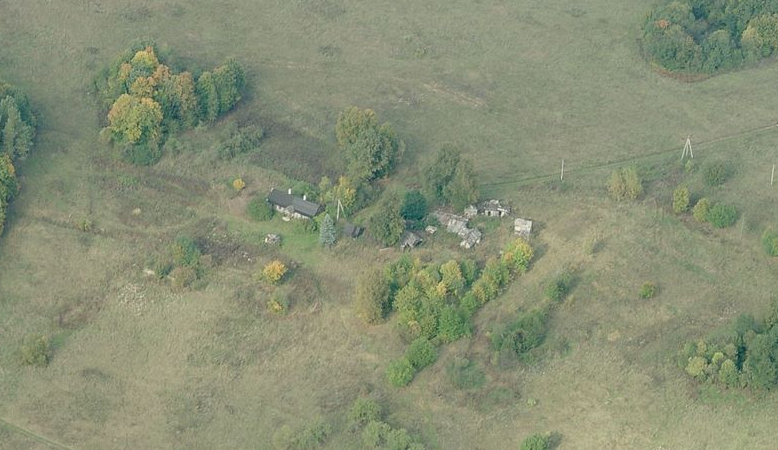
Фото 2010 года. На фото видны постройки, на участках №1 и 2. Участок №1 расположен слева от дороги, №2 – справа.